# Podhorce (rejon stryjski)
Podhorce (ukr. Підгірці) – wieś na Ukrainie, w rejonie stryjskim obwodu lwowskiego. Wieś liczy 846 mieszkańców.
W II Rzeczypospolitej do 1934 samodzielna gmina jednostkowa. Następnie należała do zbiorowej wiejskiej gminy Daszawa w powiecie stryjskim w woj. stanisławowskim.
W latach 1944–1945 nacjonaliści ukraińscy z OUN-UPA zamordowali tutaj 7 Polaków.
Po wojnie została odłączona od Polski i włączona do Ukraińskiej SRR.

## Zabytki
- Pałac w Podhorcach; ks. Józef Aleksander Jabłonowski w XVIII w. wybudował pałac, który na początku XIX w. był w ruinie. W 1817 r. obiekt nabył  Józef Brunicki, który  przebudował go dodając do bocznej elewacji dwa wysokie ryzality z wieżami[3].